# Eurythoe parvecarunculata
Eurythoe parvecarunculata är en ringmaskart som beskrevs av Horst 1912. Eurythoe parvecarunculata ingår i släktet Eurythoe och familjen Amphinomidae. Inga underarter finns listade i Catalogue of Life.